# Travis Porter
Travis Porter  est un groupe de hip-hop américain, originaire de Decatur, en Géorgie. Ali et Quez sont demi-frères ; les deux font la rencontre de Strap au collège. Les trois deviennent amis et grandissent ensemble jusqu'en 2006, année durant laquelle ils commencent à s'intéresser à la musique. Les meilleurs tubes du groupe incluent Aww Yea, Go Shorty Go, Bananas, Ayy Ladies, Bring It Back et Make It Rain produits par F-K-I. Travis Porter publie un film biographique intitulé Proud to be a Problem le 18 mai 2010. Travis Porter possède une chaîne YouTube cavec plus de 130 millions de vues et une page Twitter. En novembre 2010, le trio signe au label Jive Records.

## Biographie

### Débuts
Travis Porter se compose de Lakeem « Ali » Mattox, Donquez « Quez » Woods, et Harold « Strap » Duncan,. Le groupe se lance sous le nom initial de Hard Hitters, mais change pour Travis Porter à la fin de 2008, ce qui semble, selon lui, plus commercial. Après avoir joué à travers les États-Unis, Travis Porter se lance à l'international. En 2008, le trio joue à Kaiserslautern et Bamberg, en Allemagne,. Travis Porter gagne rapidement en popularité grâce à la publication de mixtapes, à ses performances sur scène, et à ses messages à travers les réseaux sociaux. Ils participent à l'un des plus grands concerts d'Atlanta, le Birthday Bash, en été 2010 et au Mo'Nique Show. Ils jouent aux côtés de Drake à l'Unsigned Artist de BMI à Atlanta. Bien que non signé, le groupe collabore avec des artistes et groupes comme Roscoe Dash, Fast Life Yungstaz et Waka Flocka Flame. Travis Porter participe également aux MTV Jams le 5 février la même année. Le groupe reçoit également le titre de meilleur groupe non-signé par Myspace. Leur single Go Shorty Go atteint le Billboard R&B/Hip-Hop au printemps 2010. Le trio est honoré aux Underground Music Awards 2010 de New York, aux côtés d'autres musiciens underground renommés comme J. Cole, du prix du « groupe de rap le plus dynamique ». Gucci Mane annonce son intention de signer Travis Porter au label 1017 Brick Squad Records, expliquant : « donnez-moi 12 ou 15 titres. J'en sais rien pour le reste. Faites comme vous le sentez. » Cependant, le groupe finira par signer avec Jive Records.

### From Day 1(2010-2012)
Le 22 décembre 2010, le single de leur premier album studio, intitulé Make it Rain, atteint la 50e place des classements urban radio et débute 97e dans les classements musicaux. Le 7 octobre 2011, RCA Music Group annonce sa rupture avec Jive Records, Arista Records et J Records. Après ça, le groupe (et tous les autres signés dans ces trois labels) sont publiés par RCA Records,.
En 2012, leur single Ayy Ladies avec le rappeur de Young Money Tyga atteint la 56e place du Hot 100 et la première des Heatseekers Songs, devenant la meilleure chanson de Porter en date. Leur premier album, From Day 1, est publié le 29 mai 2012 sur RCA Records et Porter House Music.

### Dernières activités (depuis 2013)
Le 5 mars 2013, Travis Porter publie sa onzième mixtape, Mr Porter,. Le 3 juin 2014, Travis Porter publie sa douzième mixtape, Music Money Magnums 2, une suite de leur mixtape Music Money Magnums,,.
Le 15 avril 2015, Travis Porter publie sa treizième mixtape, 3 Live Krew ; la couverture de la mixtape s'inspire de celle de l'album As Nasty as they Wanna Be des 2 Live Crew,,,. Le 21 août 2015, Travis Porter publie sa quatorzième mixtape, S.A.Q.,,.

## Discographie

### Album studio
- 2012 : From Day 1

### Mixtapes
- 2008 : Who Is Travis Porter?
- 2009 : I'm a Differenter
- 2009 : I'm a Differenter 2
- 2009 : Streets R Us (avec Waka Flocka Flame)
- 2009 : Traveeeeey
- 2010 : Proud 2 Be a Problem
- 2010 : I Am Travis Porter
- 2010 : Differenter Gang (avec MGK et FKI)
- 2011 : Music Money Magnums
- 2011 : Differenter 3
- 2013 : Mr. Porter
- 2014 : Music Money Magnums 2
- 2015 : 3 Live Krew

### Singles
- 2010 : Make It Rain
- 2010 : Go Shorty Go
- 2011 : Bring It Back
- 2011 : Ayy Ladies (featuring Tyga)
- 2011 : You Don't Know 'Bout It
- 2011 : Ride Like That (featuring Jeremih)
- 2012 : Aww Yea